# Zalavári József
Zalavári József (Pécs, 1955 –) magyar szobrász, formatervező.

## Életútja
1980-85 között a Moholy-Nagy Művészeti Egyetemen formatervezőnek tanult. Diplomázása után Budapesten designstúdiót nyitott. 1985-től alma materében oktat. 1999 óta a Budapesti Műszaki és Gazdaságtudományi Egyetemen formatervezést tanít. Világítást, utcabútorokat, cégdizájnokat tervez.
2004-től az International Design Workshop, Zsennye résztvevője, és művészeti vezetője.
A Szerencsi Iskola és Művésztelep egyik kulcsembere.

## Művei
- Gömböc-szobor, Bp. VIII., Nokia Skypark, 2017[2]

## Kiállításai
- Art Market Budapest, a Kiskép Galéria kiállítóterében Szlávics Lászlóval közös, 2017

## Irodalmi művei
- Design ökológiai kislexikon, 1997[3]

## Elismerései
- Ferenczy Noémi-díj, 2008